# Distretto di Çamaş

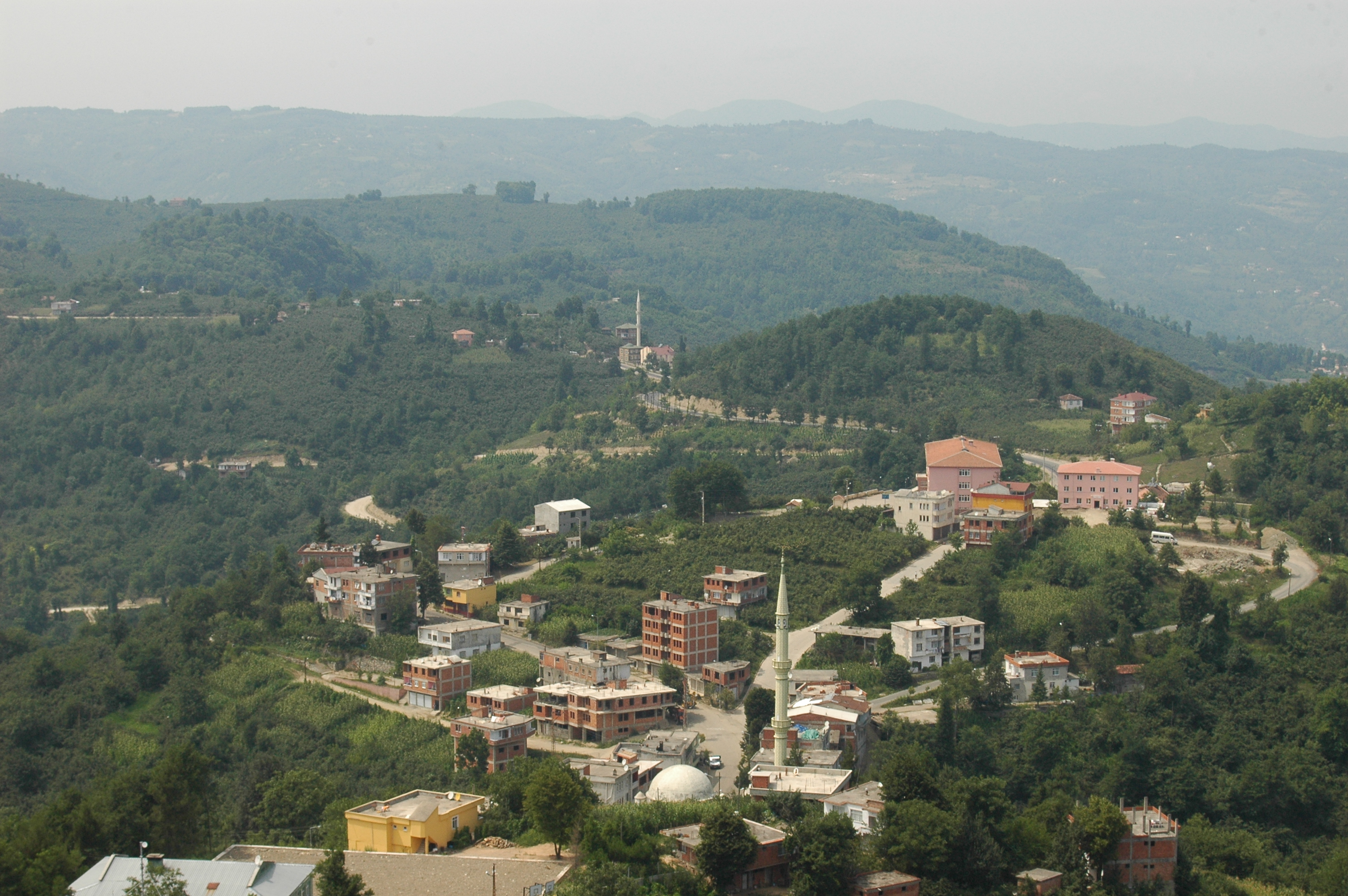
A view of Çamaş town

Il distretto di Çamaş (in turco Çamaş ilçesi) è uno dei distretti della provincia di Ordu, in Turchia.